# Cynometra copelandii
Cynometra copelandii là một loài thực vật có hoa trong họ Đậu. Loài này được (Elmer) Elmer miêu tả khoa học đầu tiên.